# 多摩川橋梁 (品鶴線)

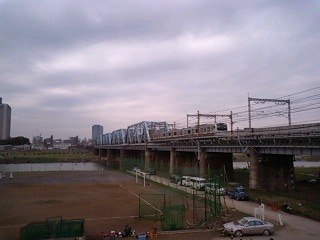
東京都の下流側から。品鶴線多摩川橋梁は品鶴線の橋梁として建設された。現在は横須賀線・湘南新宿ラインの列車が多数往来する（2007年11月）。

多摩川橋梁（たまがわきょうりょう）は、多摩川下流にかかる東日本旅客鉄道（JR東日本）品鶴線の鉄道橋である。河口から12.6kmのところにあり、左岸（東京都側）は大田区田園調布南、右岸（神奈川県側）は川崎市中原区上丸子山王町である。本橋梁は、主に横須賀線・湘南新宿ライン及び相鉄線直通列車が通過する。上流側に隣接して東海旅客鉄道東海道新幹線の多摩川橋梁がある。

## 品鶴線多摩川橋梁
本橋梁は、もともとは東海道本線の貨物専用線（通称品鶴線）のための橋梁として建設された。しかし、1980年（昭和55年）に行われた東海道線・横須賀線の別線分離化（いわゆるSM分離）の際に横須賀線用のルートとして旅客線化され、横須賀線の電車が走るようになった。また、2001年（平成13年）からは湘南新宿ラインが、2019年11月からは相鉄線直通列車が開業し、同線の列車も走っている。SM分離以後は品鶴線とともに横須賀線の一部と認識されている。

### 構造諸元
- 種別 - 鉄道橋
- 形式 - 連続トラス橋
- 橋長 - 382.81m
- 幅員 - 7.4m
- 竣工 - 昭和3年8月30日

## 東海道新幹線多摩川橋梁
東海道新幹線が品鶴線に沿って建設されたため、当橋梁の上流側に隣接して東海旅客鉄道東海道新幹線の橋梁がある。
なお、国土交通省には「新幹線橋梁」と登録されているようであるが（下記外部リンク参照）、橋梁の柱には「多摩川B」の表記がある。

### 構造諸元
- 種別 - 鉄道橋
- 形式 - 連続プレートガーター橋
- 橋長 - 408.32m
- 幅員 - 12.76m
- 竣工 - 昭和39年5月
- 位置 - 河口から12.6km

## 近隣
- 多摩川

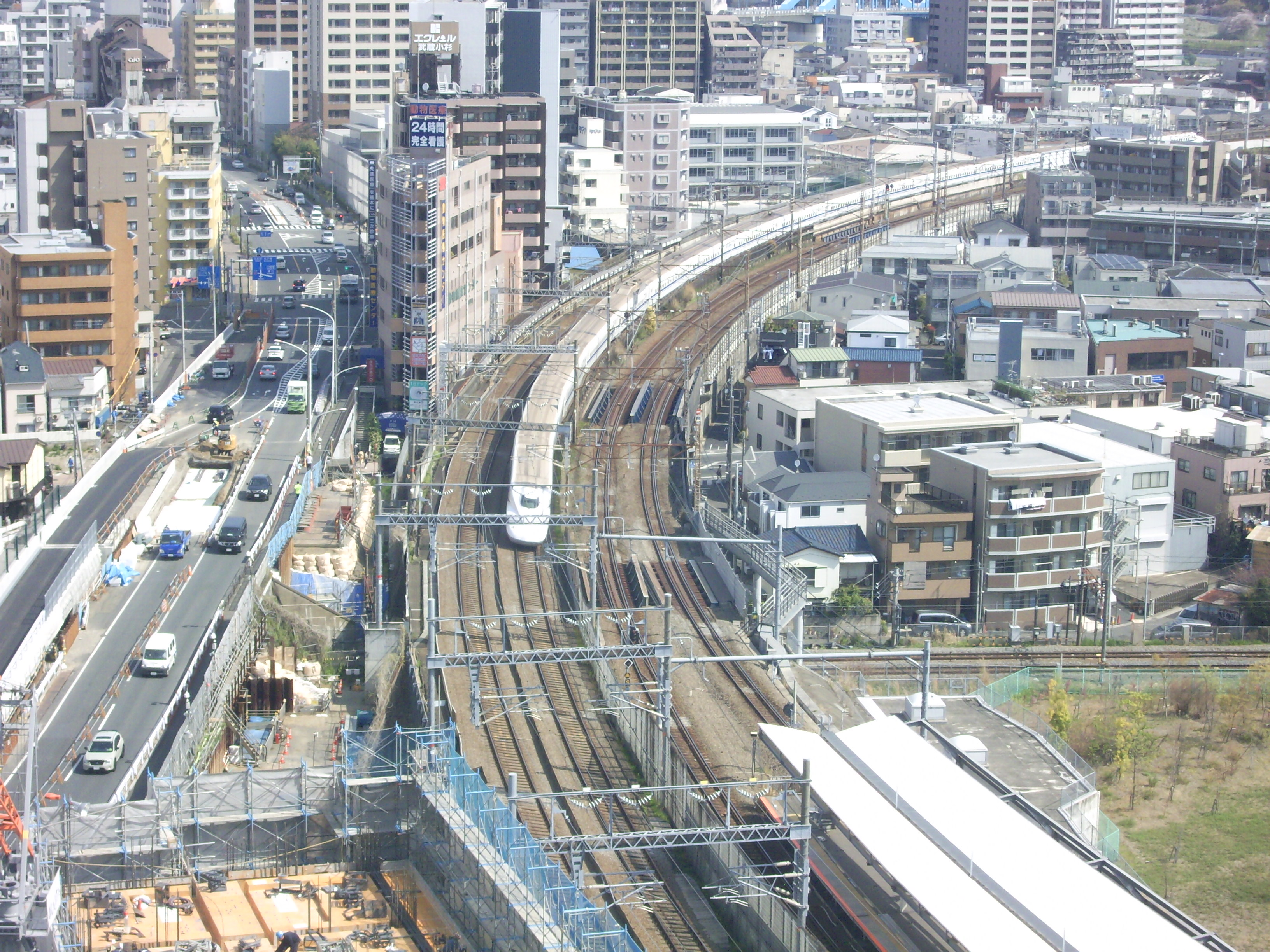
橋梁から武蔵小杉駅にかけて急カーブがあり、新幹線も減速を強いられる。

  - （上流） - 多摩川橋（第三京浜道路） - （調布取水堰） - 東急東横線多摩川橋梁 - 丸子橋 - 東海道新幹線多摩川橋梁 - 品鶴線多摩川橋梁 - ガス橋 - 多摩川大橋 - 東京電力・NTT多摩川専用橋 - （下流）

- 横須賀線・湘南新宿ライン・相鉄線直通列車
  - 武蔵小杉駅 - 品鶴線多摩川橋梁 - 西大井駅
- 東海道新幹線
  - 新横浜駅 - （武蔵小杉駅） - 東海道新幹線多摩川橋梁 - 品川駅